# Акрон (Њујорк)
Акрон (енгл. Akron) град је у америчкој савезној држави Њујорк.

## Демографија
По попису из 2010. године број становника је 2.868, што је 217 (-7,0%) становника мање него 2000. године.
| Група             | 2000.         | 2010.         |
| Белци             | 2.999 (97,2%) | 2.735 (95,4%) |
| Афроамериканци    | 12 (0,4%)     | 13 (0,5%)     |
| Азијати           | 1 (0,0%)      | 8 (0,3%)      |
| Хиспаноамериканци | 20 (0,6%)     | 37 (1,3%)     |
| Укупно            | 3.085         | 2.868         |